# ChromeOS
ChromeOS (інколи стилізовано як chromeOS) — операційна система компанії Google, в основі якої лежить ядро Linux (версії 2.6.32 з проекту Ubuntu, в яке потім вносилися необхідні виправлення і доопрацювання), призначена для нетбуків Хромбуків та пристроїв на процесорах ARM або x86. На відміну від ChromiumOS, ChromeOS — пропрієтарне програмне забезпечення.
Перші Хромбуки, що поставлялися в комплекті з ChromeOS, були представлені на ринку Google у травні 2011. ChromeOS побудована на ядрі Linux і відкритих компонентах з використанням вебпереглядача Google Chrome, який працює в новій, спеціально розробленій віконній системі. Випуски операційної системи ChromeOS синхронізовані з циклами випуску браузера Chrome.
Сирцевий код системи відкрито 19 листопада 2009 як проєкт ChromiumOS.

## Історія
7 липня 2009 було офіційно оголошено про намір Google створити нову операційну систему.
19 листопада 2009 року компанія Google провела презентацію майбутньої операційної системи ChromeOS, повністю орієнтованої на нетбуки з SSD-накопичувачем і модулем Wi-Fi 802.11n. Розробник не став випускати публічну бета-версію.
Після конференції Google I/O 2016 з'явилася інформація, що ChromeOS буде підтримувати Android-застосунки. Прямої заяви від представників компанії не було, але зміни в операційній системі Chrome підтверджують цю думку. Розробники Google готові реалізувати підтримку в ChromeOS застосунків з Google Play, які призначені для смартфонів і планшетів. У свою чергу, це говорить про те, що програми можуть бути доступні і в браузері Chrome.
Вже через місяць після презентації підтримки прикладних програм Android на ChromeOS, була продемонстрована робота нової функції і впроваджена підтримка на трьох ноутбуках: Chromebook Pixel (2015), Acer Chromebook R11 і Asus Chromebook Flip.
24 березня 2017 випущено 57 версію ChromeOS, основні доопрацювання:
- Включена прихована аутентифікація.
- У файловому менеджері забезпечено відображення мультимедійних файлів з встановлених програм для платформи Android.
- У файловому менеджері розширено спектр метаданих, підтримуваних режимом швидкого перегляду параметрів файлів (властивості показуються при натисканні пробілу, вибравши файл). У тому числі забезпечено показ жанру, треку, тривалості, альбому і роки записи для музичних файлів, налаштування камери, параметри експозиції, світлочутливості і розташування для фотографій.
- У всіх підтримуваних пристроях реалізована функція розблокування екрану по PIN-коду.
- У програмі для керування вбудованою камерою доданий інтерфейс для перемикання між передньою і задньою камерами.
- У Citrix Receiver додана підтримка копіювання і вставки зображень через буфер обміну На пристроях, що підтримують планшетний режим, кнопка живлення тепер відключає екран.

3 травня 2017 випущено 58 версію операційної системи, основні доопрацювання:
- Модернізовані правила визначення часового поясу на пристроях, що підключаються до мережі.
- Оновлене оформлення інтерфейсу для першого знайомства користувача з пристроєм.
- Анімація при завантаженні приведена до виду, більш відповідному концепції Material Design.
- У файловий менеджер додана можливість доступу до зображень, відео та звукових файлів від встановлених застосунків для Android (доступ відкритий в режимі тільки для читання).
- На пристроях із сенсорними екранами з підтримкою стилуса (Samsung Chromebook Plus), з'явилася можливість використання стилуса для малювання, для написання заміток, для створення знімків екрану, як лазерної указки і для збільшення області на екрані.
- В додаток Camera додана можливість перемикання між підключеними до пристрою декількома камерами.
- За умовчанням запропоновані нові шпалери для робочого столу.
- Можливість настройки виробниками пристроїв посилання для звернення в службу підтримки.
- Усунена уразливість CVE-2017-0561 в прошивці Wi-Fi чипів Broadcom, що дозволяє організувати віддалене виконання коду через надсилання по бездротовій мережі спеціально оформлених керуючих кадрів.

10 червня 2017 випущено 58 версію ChromeOS, основні доопрацювання:
- Додана можливість прямої відправлення інформації на друк через локально підключений принтер, без використання проміжних хмарних сервісів.
- Для програм Chrome, що запускаються в режимі інтернет-кіоску, надана можливість доступу до Networking API для управління мережевими настройками і до Audio API.
- У системному меню змінено оформлення піктограми WiFi, яка відображається в разі якщо пристрій не підключений до бездротової мережі.
- Доданий новий режим виведення на зовнішній екран, підключений через адаптер Chromecast (chrome://flags/#media-remoting). У разі якщо Chromecast доступний поблизу, при переході в повноекранний режим висновок через Chromecast буде організований через кидок на рівні перенаправлення відеопотоку, без його декодування на локальній системі, що дозволяє заощадити заряд акумулятора.
- У настройки додана можливість зміни розміру курсору миші (chrome://flags/#ash-adjustable-large-cursor).
- Колір панелі тепер автоматично підлаштовується під колірну гамму, переважну на шпалерах робочого столу (chrome://flags/#ash-shelf-color).

2 серпня 2017 випущено 60 версію ChromeOS, основні доопрацювання::
- Покращена реалізація системи автоматичної установки оновлень при виході в Мережу через стільникових операторів зв'язку.
- Покращено визначення місця розташування користувача і його часового поясу за інформацією від базових станцій стільникових операторів.
- Додана підтримка растеризації силами GPU.
- Забезпечено повсюдна підтримка мереж з EAP-TLS.

| Версія                      | Дата випуску         | Версія рушія V8 | Основні зміни | |
| --------------------------- | -------------------- | --------------- | --- | --- |
| 61.0.3163.120               | 6.10.2017            | 6.1.534.42      | - Поліпшені засоби управління вікнами в режимі для планшетів з сенсорними екранами. - Нове меню застосунків (App Launcher), оптимізоване для управління з сенсорного екрану. - Новий аватар за умовчанням і інтерфейс зміни аватара. - Нове оформлення екранів входу в систему і блокування. - У секцію налаштувань управління енергоспоживанням додані опції для управління переходом в сплячий режим при закритті кришки ноутбука (тепер можна вибрати перейти в сплячий режим або продовжити роботу в тлі) і для вибору дії при тривалій неактивності (вимкнути екран, перейти в сплячий режим або продовжити роботу). - Покращений інтерфейс для перегляду системної довідки. - У число експериментальних можливостей (ash-enable-night-light в about: flags) доданий режим нічної підсвітки («Night Light»), при якому ввечері колірна гамма оформлення змінюється на більш теплі тони, що знижують втому очей і мінімізують фактори виникнення безсоння після роботи перед сном. | |
| 62.0.3202.74                | 27.10.2017           | 6.2.414.34      | - У керованих через Active Directory пристроях ChromeOS забезпечена інтеграція з системами єдиного входу (SSO) на базі Kerberos. - У режимі для планшетів з сенсорними екранами з'явилася можливість масштабування вікон старих застосунків. - Додано визначення проброса на web-інтерфейс для організації підключення користувачів до мережі (Captive portal). - Перероблений стиль і методи взаємодії з системою виведення повідомлень. - У файловому менеджері поліпшені засоби керування з сенсорних екранів і додано розділ з переліком недавно змінених файлів, включаючи нові завантаження, мультимедійні файли та вміст Google Drive. - У режимі Enterprise Public Session забезпечена можливість запуску програм у повноекранному режимі. - Додана підтримка входять мережевих з'єднань в ARC++ (Android Runtime for Chrome). - Усунені уразливості KRACK, що дозволяють вклинитися в бездротове з'єднання на базі технології WPA2. - Додана настройка для інвертування напрямки прокрутки. - Додана можливість перейменування зовнішніх USB-накопичувачів за аналогією з перейменуванням файлів і каталогів через контекстне меню або гарячу клавішу Crtl + Enter (включається через chrome://flags/#enable-external-drive-rename). | |
| 63.0.3239.86                | 16.12.2017           | 6.3.292.48      | - Представлений інтерфейс для відстеження навантаження на CPU, споживання пам'яті та статистики по zRam. Інтерфейс доступний через спецсторінку chrome: // sys-internals (активується в chrome: // flags / # sys-internals); - Додана можливість запису коротких відеороликів і використання їх в якості анімованих APNG-зображень для аватара. Суть методу в послідовному створенні 10 фотографій з інтервалом в 1 секунду і об'єднанні їх в зациклена відео тривалістю в 1 секунду; - В інтерфейсі запуску програм і пошуку (ChromeOS Launcher) з'явилася функція відображення інформаційних карток з короткою інформацією, пов'язаною з ключовими словами, введеними в рядку пошуку; | |
| 64.0.3282.134 64.0.3282.190 | 2.02.2018 06.03.2018 | 6.4.388.41      | - Спрощено процедуру створення скріншотів на пристроях Chromebook з повертаємим на 360-градусів екраном. Для створення скріншота при роботі в планшетному режимі тепер можна одночасно натиснути кнопку живлення та зменшення гучності (як в Android); - Додані гарячі клавіші для перенесення вікон на зовнішній монітор: «Search + Alt + стрілка вліво» — перемістити активне вікно на лівий найближчий екран, «Search + Alt + стрілка вправо» — на правий, «Search + Alt + стрілка вгору» — на верхній і «Search + Alt + стрілка вниз» — на нижній; - Додано п'ять нових геометричних аватарів, пропонованих за умовчанням (chrome: // settings / changePicture); - Для Google PixelBook представлений експериментальний режим поділу екрана (chrome: // flags / # enable-tablet-splitview). При натисканні піктограми "[] | " в нижньому правому куті екрану показуються всі активні вікна, які можна прикріпити до виділених областей; Модернізовано оформлення кнопки відключення повідомлень («Не турбувати»), яка приведена у відповідність з концепцією Material Design; Перероблений інтерфейс вибору обробників (Intent Picker) для програм з Google Play, який тепер відкривається в тому ж вікні, перекриваючи наявний контент; Для програм з Google Play включена підтримка VPN; Покращена підтримка доступу до захищеному контенту з Android-програм; Оптимізовано процес оновлення вмісту контейнера з компонентами платформи Android; Додані настройки для калібрування сенсорного екрану; Прискорена робота блокувальника екрану. |
| 65.0.3325.167               | 20.03.2018           | 6.5.254.41      | - Додана можливість налаштування функції мовного відтворення тексту у виділеному блоці (select-to-speak). Можна вибрати голос, темп мови і величину пауз між словами. Для голосового читання досить натиснути і утримувати клавішу Search, після чого виділити блок для читання; - Пошук через інтерфейс запуску програм (Launcher) тепер охоплює і локальні файли; - Додана можливість використання коротких відео в якості картинки для профілю; - У настройки для підприємств додана можливість узгодження входу на пристрій з входом в профіль в браузері; - В режимі інтернет-кіоску доданий режим змішаного виведення на зовнішні дисплеї, який поєднує в собі можливості режимів розширеного виведення і віддзеркалення вмісту; - Додана можливість автоматичної повторної реєстрації для керованих (managed) пристроїв; - В системі єдиного входу (SAML SSO) з'явилася підтримка сертифікатів, прив'язаних до пристрою; - В ARC ++ (App Runtime for Chrome, прошарок для запуску Android-додатків) забезпечена підтримка зміни розміру тіней і ефект притягання при перетягуванні елементів мишею; - Для запускаються в ChromeOS Android-додатків реалізована підтримка MIDI API; - Для планшетних ПК розширено налаштування екрану; - У файловому менеджері додана підтримка розпакування з zip-архівів файлів, розміщених в хмарному сховище Google Drive; - Додана опція для більш точного визначення часового поясу; - Для пристроїв з процесорами Intel, на яких використовується ядро Linux 3.14, перенести патчі KPTI для захисту від вразливості Meltdown. Для всіх пристроїв на базі CPU Intel додана підтримка методу Retpoline для захисту від другого варіанту уразливості Spectre. Підготовлено зведений звіт про стан захисту від Meltdown і Spectre у всіх підтримуваних пристроях. | |
| 66.0.3359.137               | 27.04.2018           |                 | - Представлений новий інтерфейс управління гарячими клавішами (Keyboard Shortcut Helper, Ctrl + Alt +?). Додана гаряча клавіша (Alt + Пошук + m) для переміщення активного вікна між різними екранами; - Поліпшено можливості по налаштуванню підключення зовнішнього монітора. Додана настройка для коригування розміру екрана зовнішнього монітора і зміни рівня масштабування контенту; - У додатку для роботи з web-камерою (Camera) з'явилася підтримка запису відео; - Покращена анімація при маніпуляції з вікнами; - Розширено число пристроїв для яких підтримується режим Magic Tether (можливість швидкої організації спільного доступу до мережі через поруч розташований смартфон або планшет); - З'явилася можливість збільшення вмісту довільних областей екрану в режимі «картинка в картинці» (3/4 екрану виділяється під збільшення зображення поряд з курсором). При масштабуванні можливе збільшення від 2 до 20 разів; - Додана можливість зміни рівня масштабування в повноекранному режимі через жест «щипок»; - В ARC ++ (App Runtime for Chrome, прошарок для запуску Android-додатків) для Android-додатків, встановлених з Google Play, додана підтримка спільного доступу до екрана. Поліпшені засоби розкриття вікон Android-додатків на весь екран. У Google Play забезпечено дотримання вимоги GDPR (General Data Protection Regulation), додані налаштування, пов'язані з персональними даними; - Кнопка для установки програм з Google Play додана на екран першого входу в систему; - Для додатків, встановлених з Google Play, реалізована підтримка виведення на друк; - Реалізована автоматична передача параметрів облікового запису ChromeOS для мережевої аутентифікації через 802.1x; - При першому вході додано повідомлення про проведення синхронізації. - Додана експериментальна підтримка системи Crostini (chrome: // flags # enable-experimental-crostini-ui), що дозволяє запускати віртуальні машини з Linux. Образи віртуальних машин з додатками можна встановлювати як звичайні додатки і використовувати між різними користувачами. Для запуску віртуальних машин задіяні напрацювання проєкту CrosVM, заснованого на використанні гіпервізора KVM. Для запуску графічних додатків CrosVM надає вбудовану підтримку Wayland-клієнтів (virtio-wayland) з виконанням композитного сервера на стороні основного хоста і можливістю ефективного використання GPU з гостьових систем. | |
| 67.0.3396.78                | 7.06.2018            |                 | - Забезпечено можливість запуску додатків, що працюють в режимі Progressive Web Apps (PWA), що дозволяє організувати роботу з web-додатком, як з відокремленої програмою (розміщення в окремому вікні, розміщення власної піктограми в панелі завдань і списку запущених програм, інтеграція з меню, робота при відсутності з'єднання з мережею, установка як окремої програми і т. ін.). - Додана можливість вилучення інформації про колірних просторах, в яких може працювати монітор, і покращено якість передачі кольору на моніторах з підтримкою колірного простору Wide-gamut; - В панелі змінений інтерфейс для відправки відповідей на повідомлення, що надійшли від Android-додатків, які виконуються за допомогою ARC ++ (App Runtime for Chrome, прошарок для запуску Android-додатків). Наприклад, отримавши повідомлення про нове повідомлення можна відразу набрати відповідь без відкриття додаткових вікон; - При тривалому утриманні кнопки відключення живлення на Chromebooks з сенсорними екранами за аналогією зі смартфонами тепер виводиться спеціальне меню з вибором подальших дій (виключення або завершення сеансу); - Розмір віртуальної клавіатури тепер може адаптивно вибиратися в залежності від розміру екрана — для великих екранів замість розтягуючи від краю до краю тепер використовується компактне вікно, яке можна перемістити в будь-яке місце екрану. Включення нового поведінки здійснюється вибором режиму «Floating mode» в настройках «chrome: // flags / # enable-floating-virtual-keyboard»; - Забезпечено збереження позиції вікон додатків в разі відключення і повторного підключення зовнішнього монітора, тобто якщо було відкрито вікно на зовнішньому моніторі, то після відключення монітора це вікно переміститься на вбудований екрану, а при повторному підключенні монітора повернеться на колишнє місце; - Доданий новий інтерфейс для вибору шпалер робочого столу, оптимізований для управління з сенсорного екрану. Крім доступу до типової колекції шпалер для установки також запропонована секція «My Photos», в якій можна вибрати в якості шпалер довільну фотографію. Для включення можна використовувати опцію «chrome: // flags / # enable-new-wallpaper-picker»; - На сторінці chrome: // system забезпечено відображення службової інформації про всіх моніторах, отриманої через EDID (Extended Display Identification Data); - Змінений інтерфейс з інформацією про доступні гарячі клавіші, додана вбудована функція для пошуку необхідної клавіатурній комбінації; - Для пристроїв з сенсорним екраном реалізований новий варіант оформлення інтерфейсу Chrome в стилі Material Design (Touchable material 2.0), що відрізняється збільшеними відступами, округленим полем адресного рядка, нової кнопкою «+» для відкриття вкладок, зміною забарвлення панелей і полів введення; - Для пристроїв з сенсорними екранами включений режим поділу екрана — при натисканні піктограми "[] | " в нижньому правому куті екрану показуються всі активні вікна, які можна прикріпити в потрібних місцях; У файловому менеджері додана підтримка роботи з zip-архівами в Google Drive; У режимі розробника додана підтримка отладочного інтерфейсу ADB (Android Debug Bridge) при підключенні через USB; Засоби масштабування сторінок тепер можна й для додатків з Google Play; Забезпечено візуальний супровід процесу міграції накопичувачів з ecryptfs на файлову систему ext4 з активованим шифруванням; На сторінці входу в систему додана можливість відправки відкликання про роботу пристрою; Перероблений список Bluetooth-пристроїв; У контекстне меню для форм введення тексту додано кнопку для відображення інтерфейсу вставки Emoji (активується через chrome: // flags / # enable-emoji-context-menu); Включена за умовчанням функція читання вголос тексту у виділеному блоці (select-to-speak). Для голосового читання досить натиснути і утримувати клавішу Search, після чого виділити блок для читання; В інтерфейсу для запуску додатків додана можливість створення і зміни каталогів в режимі inline через сенсорний екран; Для пристроїв зі знімною базовою частиною (Detachable Chromebook, наприклад, HP Chromebook X2), у яких екран може від'єднуватися для використання у вигляді планшета, додано визначення підключення екранного блоку до базового блоку з клавіатурою від іншого пристрою з висновком відповідного попередження користувачеві; Для пристроїв на базі архітектури ARM в ядрі Linux 4.4 включена захист від атаки Spectre 2. |
| 68.0.3440.87                | 7.08.2018            |                 | - В панелі запуску програм (Launcher) додана можливість пошуку налаштувань і ярликів; - Для планшетів забезпечена підтримка виведення списку додатків в повноекранному режимі; - У додатку для роботи з камерою з'явилася можливість запису відео і зображень з високим динамічним діапазоном яскравості (HDR); - У конфигуратор додані налаштування розміру дисплея; - У контекстне меню доданий пункт для виклику інтерфейсу введення Emoji. - Додана підтримка механізму швидкого роумінгу між бездротовими точками доступу (802.11r Fast BSS Transition); - Можливість використання режиму голосового читання виділених областей (Select to Speak) тільки з тачпадом / стилусом. Нова комбінація клавіш «Search + s» для активації читання виділеного тексту; - Підтримка створення правил, які дозволяють або забороняють підключених до системи клієнта принтерів; - Можливість застосування бічних клавіш зміни гучності (на планшетах) для включення / вимикання екранного рідера ChromeVox; - Додані діалоги в стилі Material Design 2.0 і вторинний інтерфейс користувача; - Візуально оновлений оглядовий режим; - Можливість входу в систему тільки при знанні додаткового PIN-коду (PIN sign-in); - Додані два нових ярлика для включення / вимикання режиму збільшення області на екрані; - Підтримка створення спеціальних облікових записів для дітей (позначаються при першому вході). | |
| 69.0.3497.95                | 18.09.2018           |                 | - Задіяний за умовчанням новий інтерфейс користувача, оформлений в стилі Material Design і оптимізований для пристроїв з сенсорними екранами. Змінено оформлення системного меню; - Додана можливість центрування піктограм додатків на панелі з розміщенням закріплених додатків в лівій частині списку, а запущених додатків — в правій. Режим включається за допомогою опції «chrome: // flags / # shelf-new-ui»; - Переведена в розряд штатних можливостей підтримка запуску Linux-додатків. Число моделей Chromebook, на яких можливий запуск віртуального оточення для запуску звичайних Linux-додатків, обмежена необхідністю поставки в прошивці свіжих версій ядра Linux і підтримки в CPU технологій віртуалізації VT-x і VMX. Підсистема «Linux for Chromebooks» включається в настройках в секції «Settings> Linux» (перехід в режим розробника тепер не потрібно). Після активації настройки слід натиснути кнопку «Install», після чого в списку додатків з'явиться додаток «Terminal» з Linux-оточенням, в якому можна виконувати довільні команди. Доступ до файлів Linux-оточення можна отримати з файлового менеджера. - Можливість запуску Linux-додатків підтверджена для наступних пристроїв: - Google Pixelbook; - Acer Chromebook Spin 11 R751T, CP311-1H, CP311-1HN, 15 «CB515-1HT / 1H, 11» C732, 11 «C732T, 11» C732L, 11 «C732LT, 11» - CB311-8H і 11 "CB311-8HT; - Asus Chromebook Flip C101PA; - HP Chromebook x360 11 G1 EE і x2; - Lenovo Chromebook Thinkpad серії 11e (Yoga 11e); - Samsung Chromebook Plus (v2). - Запуск Linux-додатків заснований на підсистемі CrosVM і організований через запуск віртуальної машини з Linux за допомогою гипервизора KVM. Усередині базової віртуальної машини запускаються окремі контейнери з програмами, які можна встановлювати як звичайні додатки для ChromeOS. При установці графічних Linux-додатків у віртуальній машині, вони запускаються за аналогією з Android-додатками в ChromeOS c відображенням піктограм в ланчера. - У віртуальній машині можна вручну створювати додаткові контейнери (використовується LXC) і запускати такі додатки як Steam і Firefox. Для функціонування графічних додатків CrosVM надає вбудовану підтримку Wayland-клієнтів (virtio-wayland) з виконанням на стороні основного хоста композитного сервера Sommelier. Підтримується як запуск додатків на базі Wayland, так і звичайних X-програм (використовується прошарок XWayland). З обмежень поточної реалізації відзначається відсутність підтримки звуку, зовнішніх пристроїв (USB, Bluetooth), апаратного прискорення обробки графіки і відео, настройки методів введення (IME); - Перероблений інтерфейс файлового менеджера. Додана можливість доступу до спільного сховища Google Team Drives (на відміну від Google Drive, файли в Team Drive прив'язані до групи, а не окремому користувачеві). - У файловому менеджері додана нова секція «Мої файли» (My Files), що надає доступ до завантажених файлів, включаючи файли, завантажені в Android- та Linux-середовищах. Вміст бічній панелі тепер включає згруповані секції - Нещодавно відкриті файли; - Мультимедійні файли (зображення, відео, музика); - ярлики; - «Мої файли»: завантаження, файли Android-оточення, файли Linux-оточення; - Інші розділи (zip-архіви, usb-накопичувачі і т. ін.); - Файли в сховищі Google Drive; - Інші файлові системи; - З'явилася підтримка звернення до файлів Google Play. У тому числі в файловому менеджері тепер можна читати і зберігати файли Android-оточення ARC ++ (App Runtime for Chrome, прошарок для запуску Android-додатків в ChromeOS). При активній налаштування «chrome: // flags # show-android-files-in-files-app» у файловому менеджері з'являється нова секція «Android Files», в якій показуються всі файли Android-оточення, збережені в імітованому зовнішньому сховищі. При необхідності будь-який файл може бути скопійований в каталог «Downloads»; - Для Android-додатки реалізована можливість створення ярликів для швидкого запуску типових завдань. Закріплення ярлика в панелі завдань (Shelf) і ланчера проводиться через контекстне меню, що показується при натисканні правою кнопкою миші на Android-додатку; - В консолі адміністратора тепер можна дозволити запуск встановлених на пристрої Android-додатків в гостьовому сеансі, без прив'язки до профілю; - У режимі для людей з обмеженими можливостями з'явилася функція голосового заповнення будь-яких полів введення тексту. Нова можливість примітна відділенням функцій голосового введення від екранної клавіатури. При знаходженні курсору в поле введення для початку диктування вмісту необхідно клацнути на символ з мікрофоном в панелі або натиснути клавіатурну комбінацію «Search + D». Функція переходу в режим диктування проводиться в настройках «Accessibility> Manage accessibility» через опцію «Enable Dictation (select to type)»; - У секцію Accessibility доданий окремий блок налаштувань для конфігурації синтезатора мови. Користувач може вибрати голос, мова, темп вимови і розмір пауз між словами; - У додатках, що запускаються в режимі інтернет-кіосків (обмеження інтерфейсу одним відокремленим додатком), тепер виводяться попередження про низький заряд акумулятора; - Реалізовано режим нічної підсвітки, при якій зменшується інтенсивність синього кольору для зниження стомлюваності; - Доданий новий інтерфейс для швидкого доступу до Emoji. У контекстних меню, які відображаються для форм введення, з'явився пункт Emoji, за допомогою яких можна викликати віртуальну клавіатуру для введення спецімволов; - Візуально оновлений OOBE (Out of the Box Experience), режим входу для отримання доступу до розширеної функціональності для розробників; - При огляді відкритих додатків на пристроях з сенсорним екраном тепер можна закривати додатки жестом, зміщуючи ескіз за край екрана; - Уніфіковано поведінку в режимі для планшетних ПК. Для зміни шпалер робочого столу на сенсорному екрані тепер можна використовувати жест «перегортання»; - Доданий сервіс для захоплення відео; | |
| 70.0.3538.76                | 26.10.2018           | 7.0.276.31      | - Додана можливість монтажу мережевих сховищ Windows і Samba за допомогою протоколу SMB. Підтримуються механізми аутентифікації Kerberos, Active Directory та NTLMv2. Функція підключення віддаленого розділу вбудована в штатний файловий менеджер ChromeOS. Настройка параметров монтажа осуществляется в конфигураторе (в програму настройки добавлена нова розділ «Network File Shares»); - Додана можливість окремого включення / виключення функцій автозаповнення форм введення для адреси та платіжних реквізитів; - Реалізована можливість вибіркового активації додатків тільки для певних сайтів, із забороною застосування додатків для сайтів, не включених в білий список. Також доступна режим індивідуальної активації доповнень на кожній сторінці, при якій додаток включається тільки після явного натискання на значку в панелі; - В настройки синтезатора мови в розділі для людей з обмеженими можливостями додана підтримка полів для пошуку; - В складі підсистем для архітектури x86 включено дешифратор для відеокодеки AV1, розроблений альянсом Open Media (AOMedia), в якому представлені такі компанії, як Mozilla, Google, Microsoft, Intel, ARM, NVIDIA, IBM, Cisco, Amazon, Netflix, AMD, VideoLAN, CCN і Realtek. AV1 позиціонує як загальнодоступний і не вимагає оплат відчислень вільного формату кодування відео, що помітно перевершує H.264 та VP9 за рівнем стиснення; - Оновлено інтерфейс програми для роботи з камерою. Зняті в додатку фотографії та відеозаписи тепер зберігаються в каталозі Downloads в файловому менеджері; - В настройки системи ввода добавлена можливість переопределения прив'язки клавіш Search, Command і Windows для подключаемых зовнішніх клавіатур; - Для пристроїв з сенсорним екраном по аналогії з смартфонами реалізована можливість використання висхідної віртуальної клавіатури для набору тексту одним пальцем. | |
| 71.0.3578.94                | 14.12.2018           |                 | - Оновлене оформлення додатка для роботи з камерою. Кнопка затвора і включення запису відео переміщені з центру нижньої частини екрану в праву сторону; - У OOBE (Out of the Box Experience), режимі входу для отримання доступу до розширеної функціональності для розробників, додана можливість входу за відбитками пальців та PIN-коду; - Додана підтримка автодоповнення введення в рядку пошуку програм; - Реалізовано режим адаптивного зміни при прокручуванні верхній частині інтерфейсу браузера Chrome. В режимі планшета адресний рядок при прокручуванні тепер ховається; - Додана можливість з'єднання з Android-смартфонами, використовуючи загальні для смартфона і chromebook настройки з Google Account. Після з'єднання зі смартфоном за допомогою сервісу Android Messages PWA користувач може з ChromeOS переглядати надходять повідомлення, відправляти нові повідомлення і відповідати на надходять. Також є використання функції Smart Lock для розблокування Chromebook смартфоном і можливість настройки виходу в мережу через включення на смартфоні точки доступу (instant tethering); - У локальній системі виведення на друк, що працює на базі CUPS, додана можливість верстки декількох сторінок для друку на одному аркуші паперу; - Удосконалено з'явилося в ChromeOS 71 оточення для запуску Linux-додатків. Віртуальна машина з Linux тепер відображається в списку менеджера завдань і може бути закрита через правий клік мишею на піктограмі терміналу. Додана функція спільного доступу до каталогів, що дозволяє Linux-додатків читати і записувати файли в різних каталогах ChromeOS, не обмежуючись каталогом «Linux files» (в наступному випуску очікується надання доступу Linux-додатків до Google Drive); - В операційну систему інтегрований голосовий помічник Google Assistant (поки включений тільки в пристрої Pixel Slate); - Додані функції обмеження доступу до додатків і обмеження часу роботи, корисні при використанні пристрою різними членами сім'ї; - В інтерфейсі запуску додатків (Launcher) додана можливість створення полунаполненних сторінок (можна створити новий екран з додатками без повного заповнення поточного); - Android-оточення ARC ++ (App Runtime for Chrome, прошарок для запуску Android-додатків в ChromeOS) на пристроях Pixel Slate оновлено до випуску Android 9; - На пристроях Pixel Slate забезпечена можливість аутентифікації по відбитку пальця і доданий портретний режим роботи в додатку для роботи з камерою. | |
| 72.0.3626.97                | 8.02.2019            | 7.2.502.25      | - Браузер Chrome оптимізований для пристроїв з сенсорними екранами, що працюють в режимі планшета; - Розширено можливості Android-оточення ARC ++ (App Runtime for Chrome, прошарок для запуску Android-додатків в ChromeOS). Android-додатків надано доступ до зовнішніх накопичувачів за допомогою API MediaStore або безпосередньо через точку монтування / storage. Залежно від телефону, прошарок ARC ++ оновлена з Android 7.0 до випуску Android 9; - В панелі додатків (Launcher) забезпечена підтримка пошуку ярликів з додатковими функціями, наданими програмами для платформи Android (наприклад, відкриття сторінки для написання нового листа в Gmail). Виклик форми пошуку Android-додатків здійснюється через довгий дотик або клік правою кнопкою миші на піктограмі програми Android; - Додані засоби управління атрибутами завдань для виведення на друк через локальні принтери, включаючи односторінкового або двосторонній друк і кольорову або чорно-білий друк; - Включена за умовчанням можливість перегляду відео поверх контенту в режимі «картинка в картинці» (Picture-In-Picture), що дозволяє від'єднати відео в формі плаваючого вікна, яке залишається на увазі в процесі навігації в браузері. Для перегляду в даному режимі відео з YouTube необхідно два рази клікнути на відео правою кнопкою миші і вибрати режим «Picture in picture»; - Додана настройка, що дозволяє прочитувати вголос текст під курсором за допомогою системи екранного читання ChromeVox; - У файловому менеджері в секції «My Drive / Computers» забезпечено відображення резервних копій і файлів, збережених в Google Drive через інтерфейс «Backup and Sync»; - Менеджер мережевих з'єднань (Shill) тепер запускається в ізольованому sandbox-оточенні і більше не вимагає виконання з правами root; - Включений за умовчанням USBGuard («chrome: // flags / # enable-usbguard») для блокування підключення нових пристроїв до USB-портів під час дії екрану блокування системи. USBGuard дозволяє захистити залишене без нагляду пристрій від атак через USB-порт, наприклад, що проводяться за допомогою спеціального обладнання або інструментарію BadUSB. Застосовувані користувачем і заслуговують на довіру USB-пристрої можуть бути додані в білий список. Блокування також не поширюється на пристрої, підключені до блокування екрану; - Доповнено новим додатком Canvas для створення простих малюнків. | |

## Позиціонування ChromeOS на ринку
Головною особливістю буде домінування вебзастосунків над звичайними функціями ОС. Ключова роль при цьому відводиться браузеру. Стратегія створення нового продукту має на увазі архітектуру, невимогливу до апаратних ресурсів персонального комп'ютера, що використовується для виходу в мережу Інтернет. Тенденція перенесення центру ваги з ПК користувача на Інтернет-ресурси простежується і на багатьох інших продуктах Google і відповідає ідеології «хмарних обчислень».
Google повідомляє, що основними особливостями нової ОС з точки зору кінцевих користувачів будуть:
- швидкість: завантаження, виходу в Інтернет, отримання електронної пошти тощо;
- тісна інтеграція з інтернет-сервісами;
- надійність роботи;
- забезпечення безпеки в автоматичному режимі;
- простота
- інтеграція із Android: матеріальний дизайн та нативна підтримка Google Play.

Дизайн нової ОС буде витриманий в мінімалістському стилі, в дусі браузера Google Chrome.
Вбудованої в систему реклами не буде, оскільки Google має намір отримувати прибуток від реклами у вебзастосунках. Компанія не випускатиме окремої версії ChromeOS для використання її як другої операційної ПК-системи.
За словами Сергія Бріна, одного із засновників Google, в майбутньому не виключений варіант об'єднання двох операційних систем компанії — Android і ChromeOS — в єдиний продукт. Експерти вважають, що злиття «еволюційної» Android з «революційною» ChromeOS цілком відповідає запитам споживачів, які хотіли б, крім вебзастосунків, запускати на одному і тому ж комп'ютері і програми для Android. Ніяких відомостей хоч би про приблизні терміни конвергенції операційних платформ поки не надходило.

## Апаратне забезпечення та розробка
Google ChromeOS позиціонується як операційна система для різних пристроїв — від маленьких нетбуків до повнорозмірних настільних систем і підтримує x86 і ARM-архітектури процесорів. Система зможе працювати тільки на нетбуках, забезпечених твердотільним накопичувачем, модулем Wi-Fi і повнорозмірною клавіатурою.
В даний час[коли?] команда Google ChromeOS працює з багатьма технологічними компаніями з метою спроєктувати і розробити пристрої, що забезпечували б високу якість роботи користувачів. Серед них такі компанії, як Acer, Adobe, ASUS, Freescale Semiconductor, Hewlett-Packard, Lenovo, Qualcomm, Texas Instruments, Toshiba, NVIDIA. Також у розробці бере участь компанія Intel, співпраця з якою почалася «за деякий час» до офіційного анонсу. Dell також розглядає можливість тестування ChromeOS.

## Прикладне програмне забезпечення
В офіційному блозі Google Russia повідомляється таке:
|  | Для розробників застосунків платформою буде Web 3.0. Всі наявні вебзастосунки працюватимуть на ОС Google Chrome автоматично, а нові можна буде писати з використанням будь-якої вебтехнології. І, звичайно, ці програми будуть працювати не тільки на Google Chrome ОС, але і в будь-яких браузерах стандартних ОС: Windows, Mac і Linux, надаючи розробникам найбільшу базу користувачів усіх платформ. |

Під час демонстрації 19 листопада 2009 завантаження ChromeOS на нетбуку ASUS Eee РС зайняло 7 секунд, час входу в систему — 3 секунди. Це пов'язано з відсутністю необхідності обслуговування операційною системою інших, окрім браузера Chrome, застосунків і сервісів, що потребують додаткових драйверів і ресурсів.
Інтерфейс ChromeOS ідентичний браузеру Chrome, доповненому розташованою зліва вкладкою з переліком застосунків і спливаючими панелями, для швидкого відображення таких міні-застосунків, як блокнот, музичний і відеопрогравач, клієнт обміну миттєвими повідомленнями тощо. Браузер Chrome не можна замінити на альтернативний, наприклад Mozilla Firefox. Водночас будь-який вендор цілком здатний модифікувати відкритий код ChromeOS і випустити власну версію системи.
Всі стандартні програми відкриваються в окремих вкладках і є вебзастосунками виробництва самої Google (наприклад, Gmail, Docs, Calendar, Books тощо), але завжди можна запустити будь-яку іншу вебпрограму, наприклад, флеш-гру або Excel Web App. Вебсайти прирівнюються до вебзастосунків, а значить, ChromeOS підтримує такі, наприклад, конкуруючі проєкти, як Microsoft Office Live.
Призначені для користувача дані зберігаються дистанційно на серверах. Проте система має в своєму розпорядженні файлового менеджера для доступу до локальних даних, наприклад, на SSD- або USB-накопичувачі, флеш-карти, які потім можна відкрити у вебзастосунку. Разом з тим прямого доступу до системних даних немає, підтримки традиційних жорстких дисків не передбачається.
ChromeOS оновлюється автоматично; таким чином, користувач завжди працює з найостаннішою версією системи.
Під час завантаження ОС кожен її компонент, криптографічно підписаний, перевіряється на цілісність, що виключає проникнення шкідливого коду. У разі хакерського руйнування системи вона автоматично відновлюється з образу.
Ну а сама ChromeOS закрита від доступу і не довіряє жодному застосунку, змушуючи їх виконуватися в «пісочниці» браузера. Всі призначені для користувача дані шифруються, і при втраті комп'ютера прочитати їх буде неможливо. Завдяки автоматичній синхронізації локальної інформації і даних в «хмарі» користувач завжди має в своєму розпорядженні доступ до найостанніших їх версій, працюючи навіть на іншому комп'ютері. Завдяки HTML5 вебзастосунки можуть кешуватися для подальшого офлайнового запуску і роботи з ними.

## Критика
- Google ChromeOS експерти критикували за нездійсненні обіцянки щодо безпеки.[18]
- Засновник Microsoft Білл Гейтс в інтерв'ю виданню CNET News висловив думку, що операційна система Google ChromeOS є черговою варіацією Linux, не несучи в собі нічого принципово нового.[19] Інші представники Microsoft висловлюють думку, що справжня мета анонсування Google ChromeOS — відволікання уваги конкурентів і захист основного продукту Google — пошукової системи в Інтернеті.[20]
- У Google описують майбутні нетбуки з ChromeOS як «пристрої-компаньйони, що доповнють основний комп'ютер». Але споживачі привчені тими ж iPhone мати універсальний, і, головним чином, компактний пристрій, забезпечений десятком тисяч застосунків на будь-який смак.
- «Хмара» Google не завжди доступна, тим більше що у світі не так вже багато місць, де є повне покриття Wi-Fi.

## Виноски
1. ↑  Adding a New Package (The Chromium Projects). Chromium.org. Архів оригіналу за 2 липня 2013. Процитовано 23 листопада 2009. [Архівовано 2013-09-06 у Wayback Machine.]
2. ↑  Package Management (The Chromium Projects). Sites.google.com. Архів оригіналу за 24 листопада 2009. Процитовано 23 листопада 2009. [Архівовано 2009-11-24 у Wayback Machine.]
3. 1 2 3  Sundar Pichai, Linus Upson. (7 липня 2009). Introducing the Google Chrome OS (англійською) . Офіційний блог Google. Архів оригіналу за 3 квітня 2012. Процитовано 11 липня 2009.
4. ↑  Компания Google анонсировала устройства Chromebook на базе ChromeOS. Архів оригіналу за 9 серпня 2011. Процитовано 7 липня 2011.
5. ↑  Arrington, Michael (8 липня 2009). Google Chrome: Redefining The Operating System. TechCrunch. Архів оригіналу за 3 квітня 2012. Процитовано 8 липня 2009.
6. ↑  Live blog today: Google Chrome OS press conference. Архів оригіналу за 23 травня 2010. Процитовано 26 листопада 2009.
7. ↑  Компания Google представила операционную систему Chrome OS. Архів оригіналу за 28 листопада 2009. Процитовано 26 листопада 2009.
8. ↑  Chrome OS будет поддерживать Android-приложения. androidlime.ru (рос.). Архів оригіналу за 16 червня 2017. Процитовано 4 травня 2017.
9. ↑  Android приложения теперь доступны на Chrome OS 53 Beta. os-chrome.ru (рос.). Архів оригіналу за 25 квітня 2017. Процитовано 4 травня 2017. [Архівовано 2017-04-25 у Wayback Machine.]
10. ↑  ChangeLog - v8. Архів оригіналу за 17 березня 2012. Процитовано 18 жовтня 2017.
11. ↑  Stable Channel Update for Chrome OS. Chrome Releases (амер.). Архів оригіналу за 8 лютого 2018. Процитовано 7 лютого 2018.
12. ↑  Stable Channel Update for Chrome OS. Chrome Releases (амер.). Архів оригіналу за 20 березня 2018. Процитовано 20 березня 2018.
13. ↑  Brin: Two Google Operating Systems May Become One. Архів оригіналу за 26 листопада 2009. Процитовано 26 листопада 2009. [Архівовано 2009-11-26 у Wayback Machine.]
14. ↑  Sundar Pichai (8 липня 2009). Google Chrome OS — FAQ (англійською) . Блог Google Chrome. Архів оригіналу за 3 квітня 2012. Процитовано 10 липня 2009.
15. ↑  Dan Nystedt. (10 липня 2009). Intel Is Working With Google on Chrome OS (англійською) . PC World. Архів оригіналу за 3 квітня 2012. Процитовано 12 липня 2009. [Архівовано 2010-03-09 у Wayback Machine.]
16. ↑  Agam Shah. (10 липня 2009). Dell may test Google’s Chrome OS (англійською) . InfoWorld. Архів оригіналу за 3 квітня 2012. Процитовано 15 липня 2009.
17. ↑  Sunder Pichai; Linus Upson (8 липня 2009). Представляем операционную систему Google Chrome (російською) . Блог Google Россия. Архів оригіналу за 22 серпня 2011. Процитовано 11 липня 2009.
18. ↑  John Leyden. (9 липня 2009). Google Oompa-Loompas dream of virus-free OS (англійською) . The Register. Архів оригіналу за 3 квітня 2012. Процитовано 12 липня 2009.
19. ↑  Bill Gates on Google's Chrome OS [Архівовано 5 серпня 2009 у Wayback Machine.] CNET News
20. ↑  Сергей Попсулин. (15 липня 2009). Гейтс и Баллмер оценили Chrome OS. CNews. Архів оригіналу за 3 квітня 2012. Процитовано 15 липня 2009.